# パワーストラグル (プロレス興行)
POWER STRUGGLE（パワー・ストラグル）は、新日本プロレスが主催するプロレス興行。また、同興行を扱うPPVの名称である。

## 概要
- 新日本プロレスが年内最後に行うビッグマッチで、11月に大阪府立体育会館にて開催される。
- パワーストラグルは英語で「権力闘争」の意味がある。

## 試合結果

### 2011年
| 第1試合 20分1本勝負                                           |                                                     |                                           |
| タマ・トンガ ●キラーラビット                                  | 04分32秒 コンプリートショット →片エビ固め           | 外道○ 邪道                                |
| 第2試合 20分1本勝負                                           |                                                     |                                           |
| 井上亘 ○本間朋晃                                              | 03分42秒 ラリアット →片エビ固め                     | 飯塚高史● ヒデオ・サイトー                |
| 第3試合 30分1本勝負                                           |                                                     |                                           |
| ○永田裕志                                                     | 09分53秒 バックドロップホールド                     | 石井智宏●                                 |
| 第4試合 30分1本勝負 ■ スペシャルタッグマッチ                  |                                                     |                                           |
| 真壁刀義 ●田口隆祐                                            | 08分39秒 エベレストジャーマンスープレックスホールド | 高山善廣○ タイチ                          |
| 第5試合 60分1本勝負 ■ IWGP Jr.タッグ選手権試合                |                                                     |                                           |
| ○デイビー・リチャーズ ロッキー・ロメロ (第29代王者組)         | 12分43秒 コントラクトキラー →片エビ固め             | タイガーマスク KUSHIDA● (挑戦者組)        |
| ※王者組が初防衛に成功                                         |                                                     |                                           |
| 第6試合 60分1本勝負 ■ IWGP Jr.ヘビー級選手権試合              |                                                     |                                           |
| ○プリンス・デヴィット (第62代王者)                            | 12分13秒 ブラディサンデー →片エビ固め               | TAKAみちのく● (挑戦者)                    |
| ※王者が初防衛に成功                                           |                                                     |                                           |
| 第7試合 30分1本勝負 ■ スペシャルタッグマッチ                  |                                                     |                                           |
| ○MVP 内藤哲也                                                 | 12分18秒 イリバーシブルクライシス                   | 中邑真輔 高橋裕二郎●                      |
| 第8試合 30分1本勝負 ■ スペシャルシングルマッチ                |                                                     |                                           |
| ○天山広吉                                                     | 15分49秒 ムーンサルトプレス →片エビ固め             | 小島聡●                                   |
| 第9試合 60分1本勝負 ■ IWGPインターコンチネンタル選手権試合    |                                                     |                                           |
| ○田中将斗 (第2代王者)                                         | 09分51秒 スライディングD →片エビ固め                | 後藤洋央紀● (挑戦者)                      |
| ※王者が初防衛に成功                                           |                                                     |                                           |
| 第10試合 60分1本勝負 ■ IWGPタッグ選手権試合                   |                                                     |                                           |
| ジャイアント・バーナード ○カール・アンダーソン (第57代王者組) | 17分15秒 ジャイアント・ガンスタン →片エビ固め       | 鈴木みのる ランス・アーチャー● (挑戦者組) |
| ※王者組が10度目の防衛に成功                                   |                                                     |                                           |
| 第11試合 60分1本勝負 ■ IWGPヘビー級選手権試合                 |                                                     |                                           |
| ○棚橋弘至 (第56代王者)                                        | 22分01秒 テキサスクローバーホールド                 | 矢野通● (挑戦者)                          |
| ※王者が9度目の防衛に成功                                      |                                                     |                                           |

### 2012年
| 第1試合 60分1本勝負 ■ IWGP Jr.タッグ選手権試合                                             |                                       |                                            |
| ●ロッキー・ロメロ アレックス・コズロフ (第33代王者組)                                      | 06分20秒 I-94 →片エビ固め             | KUSHIDA○ アレックス・シェリー (挑戦者組)   |
| ※挑戦者組が第34代王者組となる                                                              |                                       |                                            |
| 第2試合 30分1本勝負                                                                        |                                       |                                            |
| ●中西学 獣神サンダー・ライガー タイガーマスク キャプテン・ニュージャパン ネグロ・カサス    | 07分50秒 赤霧                         | 矢野通○ 飯塚高史 石井智宏 YOSHI-HASHI 邪道 |
| 第3試合 30分1本勝負                                                                        |                                       |                                            |
| ●永田裕志 田口隆祐                                                                         | 09分53秒 ローフライフロー →片エビ固め | 鈴木みのる タイチ○                         |
| 第4試合 60分1本勝負 ■ IWGPタッグ選手権試合                                                 |                                       |                                            |
| ○ランス・アーチャー デイビーボーイ・スミスJr. (第61代王者組)                               | 13分12秒 キラーボム →片エビ固め       | 天山広吉● 小島聡 (挑戦者組)                |
| ※王者組が初防衛に成功                                                                      |                                       |                                            |
| 第5試合 60分1本勝負 ■ IWGP Jr.ヘビー級選手権試合                                           |                                       |                                            |
| ●ロウ・キー (第65代王者)                                                                   | 13分45秒 スモールパッケージホールド   | プリンス・デヴィット○ (挑戦者)             |
| ※挑戦者が第66代王者となる                                                                  |                                       |                                            |
| 第6試合 30分1本勝負 ■ スペシャルタッグマッチ                                               |                                       |                                            |
| 真壁刀義 ●井上亘                                                                           | 05分26秒 レフェリーストップ           | 桜庭和志○ 柴田勝頼                         |
| 第7試合 60分1本勝負 ■ トリプルメインイベントI 東京ドーム・IWGPヘビー級王座挑戦権利証争奪戦 |                                       |                                            |
| ○オカダ・カズチカ                                                                          | 15分43秒 レインメーカー →片エビ固め   | 後藤洋央紀●                                |
| 第8試合 60分1本勝負 ■ トリプルメインイベントII IWGPインターコンチネンタル選手権試合        |                                       |                                            |
| ○中邑真輔 (第4代王者)                                                                      | 17分36秒 ボマイェ →体固め             | カール・アンダーソン● (挑戦者)             |
| ※王者が初防衛に成功                                                                        |                                       |                                            |
| 第9試合 60分1本勝負 ■ トリプルメインイベントIII IWGPヘビー級選手権試合                     |                                       |                                            |
| ○棚橋弘至 (第58代王者)                                                                     | 25分06秒 ハイフライフロー →片エビ固め | 高橋裕二郎● (挑戦者)                       |
| ※王者が5度目の防衛に成功                                                                   |                                       |                                            |

### 2013年
| 第0試合 20分1本勝負 |                                               |                                                                 |
| 中西学 キャプテン・ニュージャパン KUSHIDA ●BUSHI | 09分50秒 コントラクトキラー →片エビ固め       | 高橋裕二郎 YOSHI-HASHI ロッキー・ロメロ アレックス・コズロフ○   |
| 第1試合 60分1本勝負 ■ IWGPジュニアタッグ選手権試合 |                                               |                                                                 |
| ●TAKAみちのく タイチ (第36代王者組) | 09分22秒 モアバング4ユアバック →片エビ固め    | マット・ジャクソン○ ニック・ジャクソン (挑戦者組)               |
| ※挑戦者組が第37代王者組となる |                                               |                                                                 |
| 第2試合 30分1本勝負 ■ スペシャルシングルマッチ |                                               |                                                                 |
| ●本間朋晃 | 09分43秒 昇天 →体固め                         | 柴田勝頼○                                                       |
| 第3試合 30分1本勝負 ■ スペシャルタッグマッチ |                                               |                                                                 |
| 永田裕志 ○桜庭和志 | 08分08秒 サクラバロック                       | 矢野通 飯塚高史●                                                |
| 第4試合 60分2本勝負 ■ IWGPタッグ&NWA世界タッグダブル選手権試合 変則3WAYマッチ |                                               |                                                                 |
| ●天山広吉 小島聡 (第62代IWGP王者組) | 03分00秒 キラーボム →片エビ固め               | ランス・アーチャー○ デイビーボーイ・スミスJr. (第73代NWA王者組) |
| - ※出場チーム : 天山&小島(第62代IWGP王者組)、ランス&スミス(第73代NWA王者組)、ロブ・コンウェイ&ジャックス・ダン(挑戦者組) - ※3チーム同時に試合を行ない、いずれかの選手が勝利した時点で決着とする - ※1本目に勝利したチームはNWA世界タッグ王者、2本目に勝利したチームにIWGPタッグ王者に認定（王者組が勝利した場合は防衛） - ※1本目 : ○コンウェイ(05分41秒 エゴトリップ→片エビ固め)小島● - ※コンウェイ&ダン組が第74代NWA王者組、ランス&スミス組が第63代IWGP王者組となる |                                               |                                                                 |
| 第5試合 30分1本勝負 ■ スペシャルタッグマッチ |                                               |                                                                 |
| 真壁刀義 ○飯伏幸太 | 11分15秒 フェニックススプラッシュ →片エビ固め | プリンス・デヴィット● バッドラック・ファレ                      |
| 第6試合 30分1本勝負 ■ スペシャルシングルマッチ |                                               |                                                                 |
| ○棚橋弘至 | 17分38秒 ハイフライフロー →片エビ固め         | 石井智宏●                                                       |
| 第7試合 60分1本勝負 ■ 東京ドーム・IWGPヘビー級王座挑戦権利証争奪戦＆NEVER無差別級選手権試合 |                                               |                                                                 |
| ○内藤哲也 (権利証保持者/第2代NEVER王者) | 15分46秒 スターダストプレス →エビ固め         | 田中将斗● (挑戦者)                                              |
| ※王者が権利証防衛、並びにNEVER王座2度目の防衛に成功 |                                               |                                                                 |
| 第8試合 60分1本勝負 ■ IWGPインターコンチネンタル選手権試合 |                                               |                                                                 |
| ○中邑真輔 (第6代王者) | 19分04秒 ボマイェ →片エビ固め                 | 鈴木みのる● (挑戦者)                                            |
| ※王者が3度目の防衛に成功 |                                               |                                                                 |
| 第9試合 60分1本勝負 ■ IWGPヘビー級選手権試合 |                                               |                                                                 |
| ○オカダ・カズチカ (第58代王者) | 22分49秒 レインメーカー →片エビ固め           | カール・アンダーソン● (挑戦者)                                  |
| ※王者が6度目の防衛に成功 |                                               |                                                                 |

### 2014年
| 第0試合 15分1本勝負                                         |                                                 |                                                                         |
| タイガーマスク ●フエゴ                                      | 06分42秒 飛びつき回転エビ固め                   | BUSHI マスカラ・ドラダ○                                                 |
| 第1試合 30分1本勝負 ■ SUPER Jr. 3WAYタッグマッチ            |                                                 |                                                                         |
| ロッキー・ロメロ アレックス・コズロフ                       | 07分33秒 モアバング4ユアバック →片エビ固め      | エル・デスペラード TAKAみちのく● マット・ジャクソン○ ニック・ジャクソン |
| 第2試合 30分1本勝負 ■ スペシャルタッグマッチ                |                                                 |                                                                         |
| 矢野通 ○桜庭和志                                            | 04分25秒 キドクラッチ                           | 鈴木みのる● 飯塚高史                                                    |
| 第3試合 60分1本勝負 ■ NWA世界ジュニアヘビー級選手権試合     |                                                 |                                                                         |
| ●チェーズ・オーエンズ (第89代王者)                          | 09分27秒 垂直落下式ブレーンバスター →片エビ固め | 獣神サンダー・ライガー○ (挑戦者)                                        |
| ※挑戦者が第90代王者となる                                   |                                                 |                                                                         |
| 第4試合 30分1本勝負 ■ スペシャル8人タッグマッチ             |                                                 |                                                                         |
| 真壁刀義 内藤哲也 本間朋晃 ●キャプテン・ニュージャパン      | 09分47秒 バッドラックフォール →片エビ固め       | カール・アンダーソン ドク・ギャローズ バッドラック・ファレ○ 高橋裕二郎  |
| 第5試合 30分1本勝負 ■ IWGPジュニアタッグ選手権試合          |                                                 |                                                                         |
| ●KUSHIDA アレックス・シェリー (第38代王者組)                | 17分29秒 チェイシング・ザ・ドラゴン →片エビ固め | カイル・オライリー○ ボビー・フィッシュ (挑戦者組)                       |
| ※挑戦者組が第39代王者組となる                               |                                                 |                                                                         |
| 第6試合 60分1本勝負 ■ IWGPジュニアヘビー級選手権試合        |                                                 |                                                                         |
| ○田口隆祐 (第69代王者)                                      | 15分18秒 どどん・ジ・エンド →片エビ固め         | タイチ● (挑戦者)                                                        |
| ※王者が2度目の防衛に成功                                    |                                                 |                                                                         |
| 第7試合 30分1本勝負 ■ スペシャルシングルマッチ              |                                                 |                                                                         |
| ●ヨシタツ                                                   | 12分58秒 スタイルズクラッシュ →エビ固め         | AJスタイルズ○                                                           |
| 第8試合 60分1本勝負 ■ NEVER無差別級選手権試合               |                                                 |                                                                         |
| ○石井智宏 (第5代王者)                                       | 17分15秒 垂直落下式ブレーンバスター →片エビ固め | 後藤洋央紀● (挑戦者)                                                    |
| ※王者が初防衛に成功                                         |                                                 |                                                                         |
| 第9試合 30分1本勝負 ■ スペシャルタッグマッチ                |                                                 |                                                                         |
| 棚橋弘至 ○飯伏幸太                                          | 15分56秒 フェニックススプラッシュ →片エビ固め   | オカダ・カズチカ YOSHI-HASHI●                                           |
| 第10試合 60分1本勝負 ■ IWGPインターコンチネンタル選手権試合 |                                                 |                                                                         |
| ○中邑真輔 (第10代王者)                                      | 17分05秒 ボマイェ →片エビ固め                   | 柴田勝頼● (挑戦者)                                                      |
| ※王者が初防衛に成功                                         |                                                 |                                                                         |

### 2015年
| 第1試合 20分1本勝負                                                              |                                                     |                                                                            |
| 獣神サンダー・ライガー ○タイガーマスク 田口隆祐 マスカラ・ドラダ                 | 07分46秒 雪崩式ダブルアームスープレックス →エビ固め | 小松洋平 田中翔 デビッド・フィンレー● ジェイ・ホワイト                     |
| 第2試合 20分1本勝負                                                              |                                                     |                                                                            |
| 真壁刀義 ●キャプテン・ニュージャパン ジュース・ロビンソン                        | 07分53秒 ヴェレノ →体固め                           | ドク・ギャローズ タマ・トンガ○ コーディ・ホール                            |
| 第3試合 30分1本勝負 ■ スペシャルシングルマッチ                                   |                                                     |                                                                            |
| ○後藤洋央紀                                                                      | 08分53秒 反則                                       | EVIL●                                                                      |
| ※内藤の乱入により                                                                |                                                     |                                                                            |
| 第4試合 30分1本勝負 ■ 「Super Jr. Tag Tournament 2015」スペシャル8人タッグマッチ |                                                     |                                                                            |
| ○KUSHIDA アレックス・シェリー カイル・オライリー ボビー・フィッシュ              | 08分53秒 ホバーボードロック                         | ケニー・オメガ チェーズ・オーエンズ● マット・ジャクソン ニック・ジャクソン |
| 第5試合 時間無制限1本勝負 ■ 「Super Jr. Tag Tournament 2015」決勝戦              |                                                     |                                                                            |
| リコシェ ○マット・サイダル                                                       | 16分06秒 エアー・サイダル →片エビ固め               | ロッキー・ロメロ バレッタ●                                                 |
| ※リコシェ&サイダル組が「Super Jr. Tag Tournament」初優勝                         |                                                     |                                                                            |
| 第6試合 30分1本勝負 ■ スペシャルタッグマッチ                                     |                                                     |                                                                            |
| 矢野通 ●YOSHI-HASHI                                                              | 09分02秒 スタイルズクラッシュ →エビ固め             | AJスタイルズ○ バッドラック・ファレ                                         |
| 第7試合 60分1本勝負 ■ NEVER無差別級選手権試合                                    |                                                     |                                                                            |
| ○石井智宏 (第9代王者)                                                            | 17分26秒 垂直落下式ブレーンバスター →片エビ固め     | 本間朋晃● (挑戦者)                                                         |
| ※王者が初防衛に成功                                                              |                                                     |                                                                            |
| 第8試合 30分1本勝負 ■ スペシャルタッグマッチ                                     |                                                     |                                                                            |
| 棚橋弘至 ○柴田勝頼                                                               | 15分33秒 go2sleep →片エビ固め                       | オカダ・カズチカ 桜庭和志●                                                 |
| 第9試合 60分1本勝負 ■ IWGPインターコンチネンタル選手権試合                       |                                                     |                                                                            |
| ○中邑真輔 (第12代王者)                                                           | 21分37秒 ボマイェ →片エビ固め                       | カール・アンダーソン● (挑戦者)                                             |
| ※王者が初防衛に成功                                                              |                                                     |                                                                            |

### 2016年
| 第0試合 20分1本勝負                                                  |                                             |                                                                      |
| 天山広吉 小島聡 ○ジュース・ロビンソン                                | 05分49秒 パルプ・フリクション →片エビ固め   | 永田裕志 中西学 金光輝明●                                            |
| 第1試合 20分1本勝負                                                  |                                             |                                                                      |
| 獣神サンダー・ライガー タイガーマスク リコシェ ○デビッド・フィンレー | 05分30秒 カミカゼシューティング →片エビ固め | 田口隆祐 アンヘル・デ・オロ ティタン フエゴ●                         |
| 第2試合 20分1本勝負                                                  |                                             |                                                                      |
| 真壁刀義 本間朋晃 ●ヨシタツ                                          | 07分36秒 ピンプジュース →片エビ固め         | 高橋裕二郎○ チェーズ・オーエンズ BONE SOLDIER                        |
| 第3試合 60分1本勝負 ■ IWGPタッグ選手権試合                           |                                             |                                                                      |
| ○タマ・トンガ タンガ・ロア (第72代王者組)                            | 14分32秒 ゲリラ・ウォーフェア →片エビ固め   | 石井智宏 YOSHI-HASHI● (挑戦者組)                                     |
| ※王者組が初防衛に成功                                                |                                             |                                                                      |
| 第4試合 時間無制限1本勝負 ■ 「Super Jr. Tag Tournament 2016」決勝戦  |                                             |                                                                      |
| ○ロッキー・ロメロ バレッタ                                           | 18分49秒 ストロングゼロ →片エビ固め         | 石森太二 ACH●                                                        |
| ※ロメロ&バレッタ組が「Super Jr. Tag Tournament」初優勝               |                                             |                                                                      |
| 第5試合 60分1本勝負 ■ IWGPジュニアヘビー級選手権                     |                                             |                                                                      |
| ●BUSHI (第74代王者)                                                  | 15分11秒 リストクラッチ式ホバーボードロック | KUSHIDA○ (挑戦者)                                                    |
| ※挑戦者が第75代王者となる                                            |                                             |                                                                      |
| 第6試合 30分1本勝負 ■ スペシャル8人タッグマッチ                      |                                             |                                                                      |
| ●オカダ・カズチカ 後藤洋央紀 ウィル・オスプレイ 外道                 | 14分01秒 片翼の天使 →片エビ固め             | ケニー・オメガ○ アダム・コール マット・ジャクソン ニック・ジャクソン |
| 第7試合 60分1本勝負 ■ NEVER無差別級選手権試合                        |                                             |                                                                      |
| ●柴田勝頼 (第12代王者)                                               | 16分15秒 EVIL →体固め                       | EVIL○ (挑戦者)                                                       |
| ※挑戦者が第13代王者となる                                            |                                             |                                                                      |
| 第8試合 30分1本勝負 ■ スペシャルシングルマッチ                       |                                             |                                                                      |
| ○棚橋弘至                                                            | 21分33秒 ハイフライフロー →片エビ固め       | SANADA●                                                              |
| 第9試合 60分1本勝負 ■ IWGPインターコンチネンタル選手権試合           |                                             |                                                                      |
| ○内藤哲也 (第15代王者)                                               | 24分29秒 デスティーノ →片エビ固め           | ジェイ・リーサル● (挑戦者)                                           |
| ※王者が初防衛に成功                                                  |                                             |                                                                      |

### 2017年
| 第0試合 15分1本勝負 |                                           |                                                                      |
| ○デビッド・フィンレー | 05分32秒 プリマノクタ →片エビ固め         | 北村克哉●                                                            |
| 第1試合 20分1本勝負 |                                           |                                                                      |
| ドラゴン・リー ●ティタン | 07分18秒 シャープシューター               | マット・ジャクソン ニック・ジャクソン○                               |
| 第2試合 20分1本勝負 |                                           |                                                                      |
| ジュース・ロビンソン 獣神サンダー・ライガー タイガーマスク ○KUSHIDA 川人拓来 | 05分19秒 ホバーボードロック               | ザック・セイバーJr. 金丸義信 タイチ エル・デスペラード TAKAみちのく● |
| 第3試合 20分1本勝負 |                                           |                                                                      |
| 真壁刀義 天山広吉 ○小島聡 | 08分11秒 ラリアット →エビ固め             | Cody 高橋裕二郎 チェーズ・オーエンズ●                                |
| 第4試合 時間無制限1本勝負 ■ 「Super Jr. Tag Tournament 2017」決勝戦 |                                           |                                                                      |
| 田口隆祐 ●ACH | 15分51秒 3K →エビ固め                     | YOH○ SHO                                                             |
| ※ROPPONGI 3Kが「SUPER Jr.TAG Tournament」に初優勝 |                                           |                                                                      |
| 第5試合 30分1本勝負 |                                           |                                                                      |
| ○オカダ・カズチカ 後藤洋央紀 石井智宏 YOSHI-HASHI 外道 | 12分07秒 レインメーカー →エビ固め         | 内藤哲也 “キング・オブ・ダークネス”EVIL SANADA BUSHI● 高橋ヒロム     |
| 第6試合 60分1本勝負 ■ NEVER無差別級選手権試合 ブルロープ・デスマッチ |                                           |                                                                      |
| ○鈴木みのる (第16代王者) | 15分21秒 ゴッチ式パイルドライバー →体固め | 矢野通● (挑戦者)                                                     |
| ※※王者が4度目の防衛に成功 ※両選手の手首をブルロープで繋いで試合を行なう。 ※通常のストラップ系のデスマッチでは、相手を引きずって全コーナーにタッチしながら1周した方が勝者となるが、この試合に関してはロープで繋ぐ以外は通常のプロレスルールとなる為、3カウントフォールによって決着する。 |                                           |                                                                      |
| 第7試合 60分1本勝負 ■ IWGPジュニアヘビー級選手権試合 |                                           |                                                                      |
| ●ウィル・オスプレイ (第78代王者) | 17分28秒 エビ固め                         | マーティ・スカル○ (挑戦者)                                           |
| ※挑戦者が第79代王者となる。 |                                           |                                                                      |
| 第8試合 60分1本勝負 ■ IWGP USヘビー級選手権試合 |                                           |                                                                      |
| ○ケニー・オメガ (初代王者) | 21分33秒 片翼の天使 →片エビ固め           | バレッタ● (挑戦者)                                                   |
| ※王者が3度目の防衛に成功 |                                           |                                                                      |
| 第9試合 60分1本勝負 ■ IWGPインターコンチネンタル選手権試合 |                                           |                                                                      |
| ○棚橋弘至 (第16代王者) | 29分26秒 ハイフライフロー →片エビ固め     | 飯伏幸太● (挑戦者)                                                   |
| ※王者が3度目の防衛に成功 |                                           |                                                                      |

### 2018年
| 第1試合 20分1本勝負                                                           |                                                 |                                                 |
| 獣神サンダー・ライガー タイガーマスク ボラドール・Jr. ●ソベラーノJr.          | 06分10秒 合体どどん →エビ固め                   | 田口隆祐○ クリス・セイビン ACH トーア・ヘナーレ |
| 第2試合 20分1本勝負                                                           |                                                 |                                                 |
| 真壁刀義 本間朋晃 ●KUSHIDA                                                    | 07分39秒 ガン・スタン →片エビ固め               | タマ・トンガ○ タンガ・ロア ロビー・イーグルス   |
| 第3試合 30分1本勝負                                                           |                                                 |                                                 |
| オカダ・カズチカ ○バレッタ                                                    | 04分32秒 高角度前方回転エビ固め                 | ジェイ・ホワイト バッドラック・ファレ●          |
| 第4試合 30分1本勝負                                                           |                                                 |                                                 |
| 棚橋弘至 ●デビッド・フィンレー                                                | 09分47秒 ゴールデン☆トリガー →片エビ固め        | ケニー・オメガ 飯伏幸太○                        |
| 第5試合 時間無制限1本勝負 ■ 「SUPER Jr. TAG LEAGUE 2018」優勝決定戦3WAYマッチ |                                                 |                                                 |
| YOH ○SHO 鷹木信悟 BUSHI                                                       | 15分55秒 ショックアロー →片エビ固め             | エル・デスペラード● 金丸義信                    |
| ※SHO&YOH組が「SUPER Jr. TAG LEAGUE 2018」優勝                                 |                                                 |                                                 |
| 第6試合 60分1本勝負 ■ NEVER無差別級選手権試合                                 |                                                 |                                                 |
| ●タイチ (第20代王者)                                                          | 15分02秒 GTR →片エビ固め                        | 後藤洋央紀○ (挑戦者)                            |
| ※タイチが初防衛に失敗。後藤が新チャンピオンとなる                             |                                                 |                                                 |
| 第7試合 60分1本勝負 ■ ブリティッシュヘビー級選手権試合                        |                                                 |                                                 |
| ○石井智宏 (チャンピオン)                                                      | 19分21秒 垂直落下式ブレーンバスター →片エビ固め | 鈴木みのる● (挑戦者)                            |
| ※石井が王座の防衛に成功                                                       |                                                 |                                                 |
| 第8試合 60分1本勝負 ■ スペシャルシングルマッチ                                |                                                 |                                                 |
| ○内藤哲也                                                                     | 20分12秒 デスティーノ →片エビ固め               | ザック・セイバーJr.●                            |
| 第9試合 60分1本勝負 ■ IWGPインターコンチネンタル選手権試合                    |                                                 |                                                 |
| ○クリス・ジェリコ (第19代王者)                                                | 21分40秒 ウォールズ・オブ・ジェリコ             | EVIL● (挑戦者)                                  |
| ※ジェリコが初防衛に成功                                                       |                                                 |                                                 |

### 2019年
| 第1試合 20分1本勝負                                                 |                                           |                                                    |
| 獣神サンダー・ライガー タイガーマスク 田口隆祐 ●上村優也            | 05分43秒 デトネーションキック →片エビ固め | ボラドール・Jr ティタン TJP○ クラーク・コナーズ    |
| 第2試合 20分1本勝負                                                 |                                           |                                                    |
| ●ロッキー・ロメロ ロビー・イーグルス                                | 08分42秒 CRⅡ →片エビ固め                  | エル・ファンタズモ○ 石森太二                       |
| 第3試合 20分1本勝負                                                 |                                           |                                                    |
| EVIL ○SANADA 鷹木信悟                                               | 09分07秒 回転エビ固め                     | 鈴木みのる ザック・セイバーJr.● ランス・アーチャー |
| 第4試合 60分1本勝負                                                 |                                           |                                                    |
| オカダ・カズチカ ●YOSHI-HASHI                                       | 10分51秒 ハイフライフロー →片エビ固め     | 飯伏幸太 棚橋弘至○                                 |
| 第5試合 60分1本勝負 ■ スペシャルシングルマッチ                      |                                           |                                                    |
| ○内藤哲也                                                           | 12分56秒 デスティーノ →エビ固め           | タイチ●                                            |
| 第6試合 時間無制限1本勝負 ■ 「SUPER Jr. TAG LEAGUE 2019」優勝決定戦 |                                           |                                                    |
| ○SHO YOH                                                            | 14分13秒 3K →片エビ固め                   | エル・デスペラード● 金丸義信                       |
| ※SHO＆YOHが「SUPER Jr. TAG LEAGUE2019」優勝                         |                                           |                                                    |
| 第7試合 60分1本勝負 ■ NEVER無差別級選手権試合                       |                                           |                                                    |
| ○KENTA (第27代王者)                                                 | 20分12秒 go 2 slepp →片エビ固め           | 石井智宏● (挑戦者)                                 |
| ※KENTAが2度目の防衛に成功                                           |                                           |                                                    |
| 第8試合 60分1本勝負 ■ IWGPジュニアヘビー級選手権試合                |                                           |                                                    |
| ○ウィル・オスプレイ (第85代王者)                                    | 16分20秒 ストームブレイカー →片エビ固め   | BUSHI● (挑戦者)                                    |
| ※オスプレイが3度目の防衛に成功                                      |                                           |                                                    |
| 第9試合 60分1本勝負 ■ IWGPインターコンチネンタル選手権試合          |                                           |                                                    |
| ○ジェイ・ホワイト (第23代王者)                                      | 27分40秒 ブレードランナー →体固め         | 後藤洋央紀● (挑戦者)                               |
| ※ジェイが初防衛に成功                                               |                                           |                                                    |

### 2020年
| 第1試合 時間無制限1本勝負 ■ 「KOPW 2020」争奪戦 ノーコーナーパッドマッチ                             |                                                 |                               |
| ○矢野通                                                                                              | 12分11秒 リングアウト                           | ザック・セイバーJr.● (挑戦者) |
| ※矢野が「KOPW 2020」防衛                                                                             |                                                 |                               |
| 第2試合 60分1本勝負 ■ NEVER無差別級選手権試合                                                        |                                                 |                               |
| ●鈴木みのる (第30代王者)                                                                             | 18分56秒 ラスト・オブ・ザ・ドラゴン →片エビ固め | 鷹木信悟○ (挑戦者)            |
| ※鈴木が初防衛に失敗。鷹木が第31代王者となる。                                                        |                                                 |                               |
| 第3試合 60分1本勝負 ■ スペシャルシングルマッチ                                                       |                                                 |                               |
| ○オカダ・カズチカ                                                                                    | 12分58秒 レフェリーストップ                     | グレート-O-カーン●            |
| 第4試合 60分1本勝負 ■ IWGP USヘビー級王座挑戦権利証争奪戦                                            |                                                 |                               |
| ○KENTA (権利証保持者/NJCUSA優勝者)                                                                   | 19分57秒 GAME OVER                              | 棚橋弘至● (挑戦者)            |
| ※KENTAがIWGP US王座挑戦権利証の防衛に成功                                                            |                                                 |                               |
| 第5試合 60分1本勝負 ■ 東京ドーム・IWGPヘビー級＆IWGPインターコンチネンタルダブル王座挑戦権利証争奪戦 |                                                 |                               |
| ●飯伏幸太 (権利証保持者/G1 CLIMAX 30優勝者)                                                          | 18分47秒 逆さ押さえ込み                         | ジェイ・ホワイト○ (挑戦者)    |
| ※ジェイがIWGPダブル王座挑戦権利証を獲得                                                              |                                                 |                               |
| 第6試合 60分1本勝負 ■ IWGPヘビー級・IWGPインターコンチネンタルダブル選手権試合                       |                                                 |                               |
| ○内藤哲也 (第72代IWGPヘビー級＆第26代IWGPインターコンチネンタルチャンピオン)                         | 33分08秒 デスティーノ →片エビ固め               | EVIL● (挑戦者)                |
| ※内藤がIWGPダブル王座の初防衛に成功                                                                  |                                                 |                               |

### 2021年
| 第1試合 20分1本勝負                                                                                              |                                                |                                 |
| ●藤田晃生 大岩陵平                                                                                               | 4分33秒 逆エビ固め                             | DOUKI 金丸義信○                 |
| 第2試合 20分1本勝負                                                                                              |                                                |                                 |
| タイガーマスク ●本間朋晃 真壁刀義                                                                                | 5分07秒 エイプシット→片エビ固め                | 邪道 外道 タンガ・ロア○         |
| 第3試合 20分1本勝負                                                                                              |                                                |                                 |
| マスター・ワト ●田口隆祐 永田裕志                                                                                | 7分05秒 オコーナーブリッジ                     | BUSHI 高橋ヒロム SANADA○        |
| 第4試合 60分1本勝負 ■ NEVER無差別級6人タッグ選手権試合                                                           |                                                |                                 |
| ●YOSHI-HASHI 石井智宏 後藤洋央紀 (第21代NEVER無差別級6人タッグ王者組)                                            | 13分46秒 EVIL→片エビ固め                       | SHO 高橋裕二郎 EVIL○ (挑戦者組) |
| ※王者組が10度目の防衛に失敗、挑戦者組が第22代王者組となる。                                                      |                                                |                                 |
| 第5試合 3分2ピリオド 30秒インターバル 『KOPW 2021』争奪戦 アマチュアレスリングマッチ                             |                                                |                                 |
| ○矢野通 (KOPW2021保持者)                                                                                         | 3分2ピリオド 判定(6-5)                         | グレート-O-カーン●(挑戦者)      |
| ※保持者が初防衛に成功。 ※矢野通提案ルール「アマチュアレスリングマッチ」 アマチュアレスリングルールで試合を行う。 |                                                |                                 |
| 第6試合 60分1本勝負 ■ IWGPジュニアヘビー級選手権試合                                                             |                                                |                                 |
| ●ロビー・イーグルス (第90代IWGPジュニアヘビー級王者)                                                             | 18分20秒 ヌメロ・ドス                          | エル・デスペラード○ (挑戦者)    |
| ※王者が2度目の防衛に失敗。挑戦者が第91代王者となる。                                                             |                                                |                                 |
| 第7試合 60分1本勝負 ■ IWGP USヘビー級選手権試合                                                                  |                                                |                                 |
| ●棚橋弘至 (第10代IWGP USヘビー級王者)                                                                            | 23分44秒 go 2 Sleep→片エビ固め                 | KENTA○ (挑戦者)                 |
| ※王者が2度目の防衛に失敗、挑戦者が第11代王者となる。                                                             |                                                |                                 |
| 第8試合 60分1本勝負 ■ 東京ドーム・IWGP世界ヘビー級王座挑戦権利証争奪戦                                           |                                                |                                 |
| ○オカダ・カズチカ (権利証保持者/G1 CLIMAX 31優勝者)                                                              | 25分13秒 レインメーカー→片エビ固め             | タマ・トンガ● (挑戦者)          |
| ※権利証保持者が初防衛に成功。                                                                                    |                                                |                                 |
| 第9試合 60分1本勝負 ■ IWGP世界ヘビー級選手権試合                                                                 |                                                |                                 |
| ○鷹木信悟 (第3代IWGP世界ヘビー級王者)                                                                            | 30分27秒 ラスト・オブ・ザ・ドラゴン→片エビ固め | ザック・セイバーJr.● (挑戦者)   |
| ※王者が3度目の防衛に成功。                                                                                       |                                                |                                 |